# Itajaí (tiểu vùng)
Itajaí là một tiểu vùng thuộc bang Santa Catarina, Brasil. Tiều vùng này có diện tích 1551 km², dân số năm 2007 là 404430 người.